# Ludwig Börne
Œuvres principales
Lettres de Paris
Carl Ludwig Börne, né le 6 mai 1786 à Francfort-sur-le-Main, mort le 12 février 1837 à Paris, était un écrivain, journaliste et critique littéraire et théâtral allemand. Il est considéré comme le chef de file du mouvement de la Jeune-Allemagne.

## Biographie
Ses Lettres de Paris (Briefe aus Paris) qu'il écrit de 1830 à 1833 après la révolution de Juillet le rendent célèbre. Ces lettres sont adressées à son amie Jeanette Wohl, à Francfort, mais avec l'intention de les publier. Le républicanisme radical qu'il exprime dans ces lettres vaut leur interdiction par l'État prussien.
Il est inhumé au cimetière du Père-Lachaise (19e division).
Franc-maçon, en 1837, son frère maçonnique Jacob Venedey tient un discours sur sa tombe.

## Citations
- Au service de la vérité, il ne suffit pas de faire preuve d'esprit, il faut aussi faire preuve de courage (Börne : « Sur l'Allemagne, d'après Heine »).
- Depuis que j'ai commencé à ressentir, j'ai haï Goethe ; depuis que j'ai commencé à penser, je sais pourquoi (Börne : Lettres de Paris).
- L'homme peut se passer de beaucoup de choses, mais pas l'homme.
- Rien ne dure, seul le changement !
- On peut remplacer une idée par une autre, mais pas l'idée de liberté.
- Je n'aime ni le Juif ni le chrétien, car Juif ou chrétien : je les aime seulement parce qu'ils sont des êtres humains et nés pour la liberté.
- La liberté sera l'âme de ma plume, jusqu'à ce qu'elle soit émoussée ou que ma main soit boiteuse.
- Quel est l’homme le plus heureux sans la foi ? Une belle fleur dans un verre d'eau, sans racine, sans durée.
- Un fleuve de sang coule à travers dix-huit siècles et le christianisme vit sur ses rives.
- La vitalité d'une époque ne réside pas dans sa récolte, mais dans ses semailles.
- Si je dois être heureux au paradis, je préfère souffrir en enfer.[2]

## Œuvres
- Die Wage. Eine Zeitschrift für Bürgerleben, Wissenschaft und Kunst. 2 Bde. Hermann, Frankfurt am Main 1818/20; Laupp, Frankfurt am Main, Tübingen 1820/21; [Nachdruck:] Auvermann, Glashütte/Taunus 1972.
- Gesammelte Schriften. 8 Bde. Hoffmann und Campe, Hamburg 1829–1834.
- Briefe aus Paris. 1830–1831. 2 Bde. Hoffmann und Campe, Hamburg: 1832 (Briefe 1–48).
- Briefe aus Paris. 1831–1832. 2 Bde. Brunet, Offenbach 1833 (Briefe 49–79), erschienen unter dem Titel „Mitteilungen aus dem Gebiete der Länder- und Völkerkunde“.
- Briefe aus Paris. 1832–1833. 2 Bde. Brunet, Paris 1834 (Briefe 80–115).
- Menzel der Franzosenfresser. Barriot, Paris 1837.
- Ludwig Börne’s Urtheil über H. Heine. Ungedruckte Stellen aus den Pariser Briefen. Sauerländer, Frankfurt am Main 1840.
- Nachgelassene Schriften. 6 Bde. Bassermann, Mannheim 1844–1850.
- Börne’s Gesammelte Schriften in 12 Bänden. Tendler & Comp (Julius Grosser), Wien 1868.
- Ludwig Börnes gesammelte Schriften. Vollständige Ausgabe in sechs Bänden nebst Anhang: Nachgelassene Schriften in zwei Bänden. Mit Börnes Bildnis, einem Briefe in Faksimile und einer biographisch-kritischen Einleitung von Alfred Klaar. Hesse, Leipzig 1899.
- Börnes Werke. Historisch-kritische Ausgabe in zwölf Bänden. Hrsg. von Ludwig Geiger in Verbindung mit Jules [recte: Joseph] Dresch, Rudolf Fürst, Erwin Kalischer, Alfred Klaar, Alfred Stern und Leon Zeitlin. Bong, Berlin, Leipzig, Wien, Stuttgart 1911–1913. Bd. 1–3, 6–7, 9 (mehr nicht erschienen).
- Denkrede auf Jean Paul. Karl Rauch, Dessau 1924. (= Zweiter Reuchlindruck.) (UB Bielefeld).
- Börnes Werke in zwei Bänden. Ausgewählt u. eingeleitet von Helmut Bock u. Walter Dietze. Volksverlag, Weimar 1959. (= Bibliothek deutscher Klassiker.) - 2. Aufl. im Aufbau-Verlag, Berlin und Weimar, 1964, 4. Aufl. ebenda 1981.
- Sämtliche Schriften. Hrsg. von Inge und Peter Rippmann. Bde. 1–3: Melzer, Düsseldorf 1964; Bde. 4–5: Melzer, Darmstadt 1968. - Auch als Taschenbuchausgabe in 5 Bänden (Dreieich: Melzer 1977). - Zu dieser Ausgabe erschien ergänzend: Inge Rippmann: Börne-Index. Historisch-biographische Materialien zu Ludwig Börnes Schriften und Briefen. Ein Beitrag zur Geschichte und Literatur des Vormärz. 2 Bde. De Gruyter, Berlin, New York 1985.
- Ludwig Börne. Spiegelbild des Lebens. Aufsätze zur Literatur. Ausgewählt und eingeleitet von Marcel Reich-Ranicki. Insel, Frankfurt am Main 1993.
- Ludwig Börnes Goethe-Kritik (= Fundstücke. Bd. 2). Nach den Handschriften und Erstdrucken hrsg. von Christoph Weiß. Mit einem Nachwort von Inge Rippmann. Hannover 2004.
- Menzel, der Franzosenfresser. Hrsg., mit Anm. und einem Nachw. von Rudolf Wolff. WFB, [Bad Schwartau] 2006. (= Literarische Tradition.)  (ISBN 978-3-930730-43-8).

### Traductions françaises
- Lettres écrites de Paris pendant les années 1830 et 1831, trad. fr. F. Guiran, précédées d'une notice sur l'auteur et ses écrits, extraite de la Revue germanique, 1832

## Bibliographie

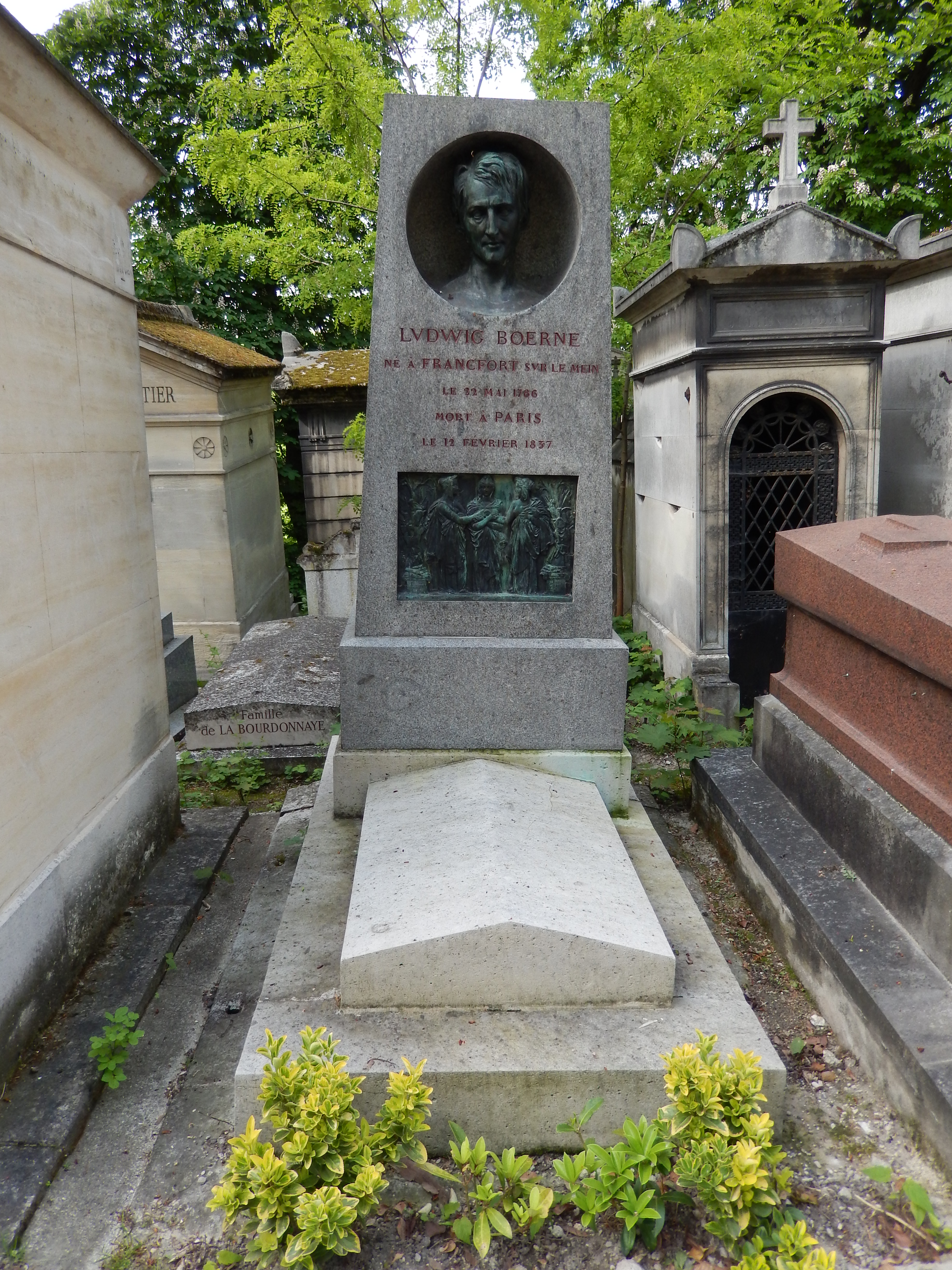
Tombe de Ludwig Boerne (cimetière du père Lachaise, div. 19)

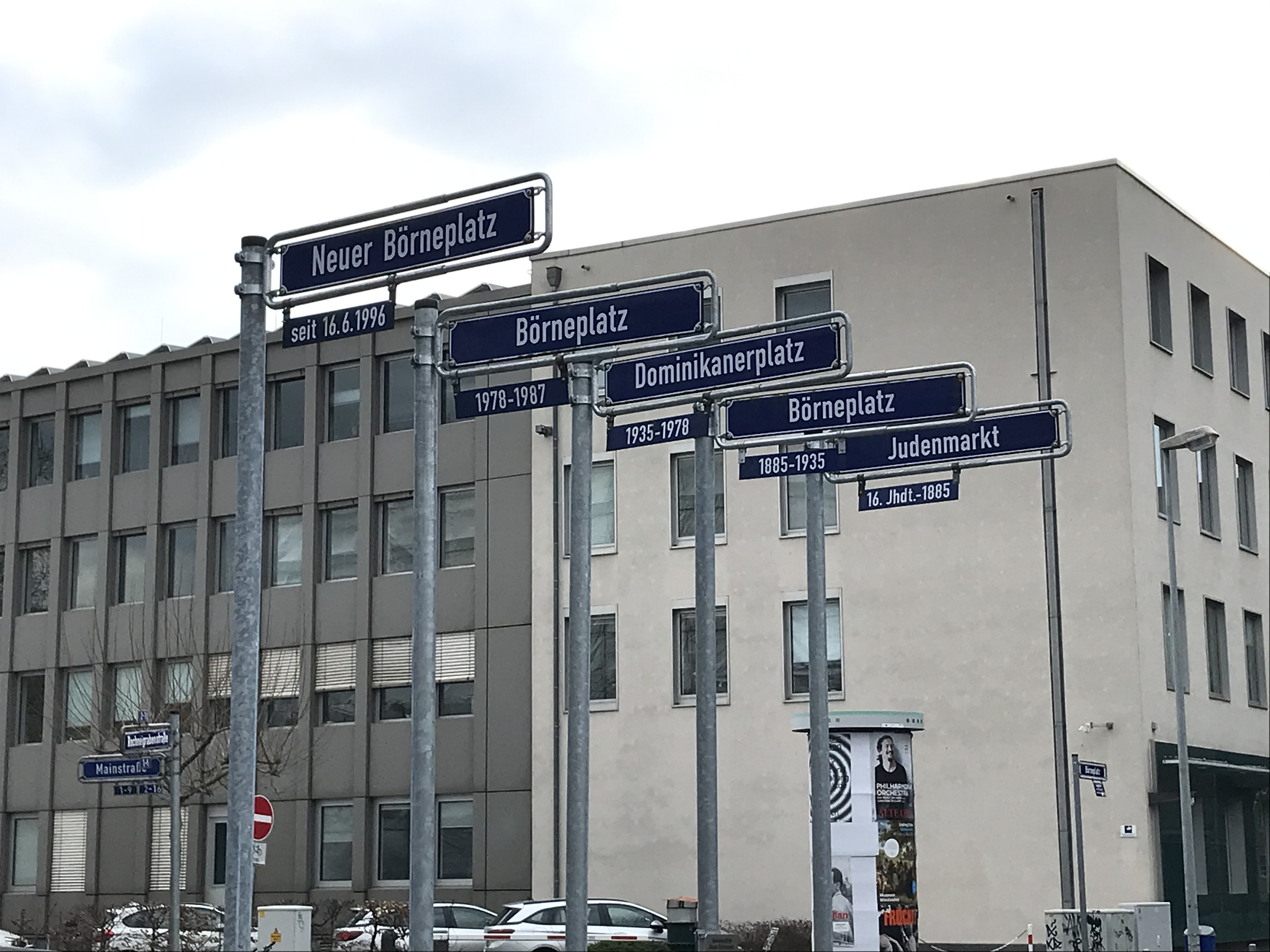
Neuer Börneplatz Frankfurt am Main